# Киевское общество древностей и искусств
Киевское общество древностей и искусств, Киевское Общество старины и искусства — научное общество в Киеве, занимавшееся исследованиями истории и искусства украинских земель.

## История
Общество основано в апреле 1897 года на основе «Общества поощрения искусств и культуры» и комиссии, занимавшейся образованием Киевского городского музея при Киевском, Подольском и Волынском генерал-губернаторе. Генерал-губернатор Игнатьев А. был не только «опекуном», «покровителем» музея и общества, а де-факто он был его контролером. После него в 1898—1903 годах при генерал-губернаторе Драгомирове М. наблюдалось значительное развитие общества.
В 1899 г. по случаю 11-го Археологического съезда в Киеве открыли первую экспозицию Музея древностей и искусств, будущий Национальный музей истории Украины. В том же 1899 г. обществом был основан Городской музей антиквариата и искусств, будущий Национальный художественный музей Украины, в 1904 г. — Киевский художественно-промышленный и научный музей императора Николая Александровича, будущий Национальный художественный музей Украины.
Распорядительные органы этого общества решали
- финансовые дела,
- вопрос пополнения музейного собрания,
- устройства выставок,
- организацию конкурса на лучший проект здания музея (построенного в 1899 г.).

В феврале 1912 г. создана комиссия «Старый Киев», которая много сделала для сбора и исследования источников по истории Киева, открытие и пополнение соответствующего раздела экспозиции музея, разработка форм и направлений краеведческой деятельности. Председателями комиссии были В. Данилевич (до декабря 1913 г.) и В. Иконников, неизменным секретарем — Д. Щербаковский.
После роспуска общества в августе 1918 г. его имущество и музей, в соответствии с уставом, перешли в собственность Украинской державы.

## Направления деятельности общества
Общество имело целью
- служение научному изучению памятников старины, также развитию эстетического вкуса и художественного образования[4];
- коллекционирование памятники старины и украинского искусства ,
- осуществление на основе коллекций научной и культурно-просветительской деятельности;
- основания национального музея в Киеве,
- организация выставок,
- охрана памятников.

## Отделы общества
Общество имело отделы:
- исторический,
- этнографический,
- изящных искусств и
- художественной промышленности[4].

## Состав общества
В состав указанного общества входило сначала 150 человек, а в 1905 году насчитывалось 258 членов:
- ученые, педагоги, краеведы, музейные работники
  - В. Антонович, Н. Биляшивский, К. Болсуновский, М. Василенко, С. Гамченко, С. Голубев, В. Данилевич, Л. Добровольский, Д. Дорошенко, В. Иконников, И. Каманин, И. Линниченко, А. Лобода, В. Ляскоронский, А. Левицкий, И. Огиенко, Г. Павлуцкий, В. Перетц, Н. Петров, Н. Полонская-Василенко, Ф. Титов, В. Хвойка, Д. Щербаковский, В. Щербина;
- архитекторы
  - В. Николаев, Г. Шлейфер;
- издатель В. Кульженко;
- предприниматели и меценаты
  - В. Симиренко, Б. Ханенко, Терещенко А.[4];
- семьи
  - Бродских, Гудым-Левковичей, Терещенко

и другие
С 1917 г. почетными членами были М. Грушевский и А. Новицкий.

## Руководство
Почетным председателем общества был великий князь Владимир Александрович.
- В 1897—1902 гг. правление общества возглавляла графиня М. Мусина-Пушкина.
- В 1902—1917 гг. — Б. Ханенко.